# Островский, Павел Константинович
Павел Константинович Островский (7 июля 1982, Москва) — священнослужитель (иерей) Русской Православной Церкви, настоятель Георгиевского храма в посёлке Нахабино Московской области. Телеведущий, автор книг, блогер в Instagram, интернет-миссионер.

## Биография

### Детство и юность
Павел Островский родился 7 июля 1982 года в Москве. Отец: протоиерей Константин Островский — настоятель Успенского храма г. Красногорска (с 1990 г.); мать: Александра Георгиевна Островская. Павел Островский — младший из четверых детей.
С детства Павел Островский воспитывался родителями в христианской морали, но это не спасло его от того, что в юности молодой человек вёл далеко не праведный образ жизни. Павел учился в обычной школе, посещая также школу воскресную. Несмотря на взросление в православной семье, молодого человека больше привлекали мирские развлечения и спорт.
Сам Павел спортом, впрочем, не занимался, но стал ярым болельщиком футбольного клуба «ЦСКА», вступив в сообщество футбольных фанатов. Уже в старшем подростковом возрасте Павел участвовал в фанатских драках. Молодой человек пил, курил и постоянно прогуливал уроки. По словам самого Павла, в десятом классе он прогулял 48 % уроков, а в выпускном, одиннадцатом, — 56 %.
Несмотря на довольно разгульный образ жизни, Павел успел обучиться музыке. У Островского идеальный слух. Он много лет пел в церковном хоре, а затем и руководил им.
После окончания школы в 1999 году Павел поступил в Московскую духовную семинарию, но и там не бросил старого образа жизни. Молодого человека отчислили «за несоответствие духа, присущего Московским духовным школам»; по сути, это означало, что Павла выгнали за плохое поведение.

### Болезни и духовный рост
После отчисления из семинарии Островский трудился пономарём в храме у отца, а затем в Знаменском храме города Красногорска. Параллельно с этим Павел начал серьёзно болеть. Его стали сильно мучить головные боли, а из-за гнойного фронтита пришлось шесть раз проводить процедуру трепанопункции. Следы от операции до сих пор можно заметить на правой части лба Островского. Позже у Павла (в 2014 году) также диагностировали саркоидоз лёгких, который впоследствии удалось перевести в стадию ремиссии.
Пытаясь найти спасение от болезней, в том числе и у Бога, Островский дал себе обещание не участвовать больше в фанатской деятельности. По словам самого Павла, это подействовало. Болезни ослабли, но ровно до тех пор, пока молодой человек не нарушил свой обет. Позже, покаявшись, Павел ушёл из околоспортивного сообщества навсегда, хотя и сегодня продолжает общаться с фанатами в рамках интервью. Приверженность клубу «ЦСКА» Островский сохраняет до сих пор.
6 марта 2004 года в автокатастрофе погибла невеста Павла Островского Анна Гусева. Павел собирался жениться на Анне и обвенчаться с ней, на это уже было получено благословение. Смерть девушки перевернула жизнь Островского. По его собственным словам, именно тогда он задумался о том, существует ли действительно жизнь за гробом.
Молодой человек встал на путь духовного исправления, а в апреле 2004 года познакомился с девушкой Маргаритой, которая вскоре стала его женой. Молодые люди поженились и обвенчались. Павел сегодня часто говорит о том, что своим успехом и счастьем обязан своей жене.
С 2005 по 2008 год проходил обучение на заочном отделении Коломенской духовной семинарии.

### Служение и общественная деятельность

#### Рукоположение и приходское служение
12 июля 2008 года в Смоленском соборе Новодевичьего монастыря митрополитом Крутицким и Коломенским Ювеналием (Поярковым) он поставлен во чтеца и иподиакона и рукоположен во диакона. 14 июля 2008 года назначен в штат Успенского храма города Красногорска Московской области.
14 сентября 2008 года в Преображенском соборе в Люберцах тем же архиереем рукоположен в сан священника. 15 сентября 2008 года назначен клириком Успенского храма города Красногорска.
19 ноября 2013 года назначается настоятелем Никольского храма города Красногорска Московской области с оставлением в прежней должности.
7 февраля 2014 года назначается настоятелем Сретенского храма города Красногорска Московской области с оставлением в прежних должностях.
5 ноября 2014 года освобождается от обязанностей клирика Успенского храма города Красногорска Московской области.
23 января 2019 года освобождается от должности настоятеля Никольского храма города Красногорск (микрорайон Красногорье) и назначается в штат Успенского храма города Красногорск с оставлением в должности настоятеля Сретенского храма города Красногорск Московской области.
3 июля 2019 года освобождается от обязанностей клирика Успенского храма города Красногорск и назначается настоятелем Георгиевского храма посёлка Нахабино Красногорского района с оставлением в должности настоятеля Сретенского храма города Красногорск Московской области.
21 октября 2019 года освобождается от должности настоятеля Сретенского храма города Красногорск с оставлением в должности настоятеля Георгиевского храма посёлка Нахабино Красногорского района Московской области.

#### Работа с молодёжью, телевидение и интернет-проповедь
Ещё в годы учёбы Островский получил благословение своего отца на организацию при храме Евангельского кружка для местной молодежи. При помощи Павла молодые люди знакомились со Священным Писанием, глубже осознавали его смысл. Первое время деятельность шла сложно. Сам Павел рассказывал, что бывало, что на разбор Библии порой не приходило ни одного человека, и ему приходилось разбирать Священное Писание в одиночестве.
Со временем рос уровень проповеди Островского, а также умение общаться с людьми. Молодой священник решил, что нужно начать проповедь в сети и таким образом общаться с более обширной аудиторией. Островский занялся ведением своего тематического блога.
В самом начале почти никто из близких не принимал деятельность Павла. Его отец осуждал онлайн-проповедь. Островский действовал, несмотря на это, хотя порой это давалось ему нелегко.
Островский начал вести активную деятельность в социальных сетях, одним из первых проводить прямые эфиры в сети Periscope, которые собирали значительную аудиторию. Позже священник завёл собственный аккаунт в сети Instagram и канал на YouTube, куда время от времени выкладывал видео, сделанные на телефон. Instagram Островского собрал самую большую аудиторию из всех социальных аккаунтов проповедника (570 тыс. подписчиков). Особую популярность Островскому принесли смешные ответы на вопросы подписчиков в Stories, которые начали кочевать по сети, принося миссионеру ещё большую популярность. На Павла Островского подписалось множество звёзд отечественной эстрады, со многими из которых Павел до сих пор находится в тесном общении.
Со временем Павел Островский начал всё чаще появляться на телевидении. Его приглашали на различные федеральные каналы, но чаще всего он участвовал в эфирах телеканала Спас. Островский часто отвечал на вопросы телезрителей в программе «Ответ священника», а также неоднократно бывал защитником Церкви в программе «Не верю». В 2020 году Островский начал работать как постоянный ведущий в шоу «Утро на СПАСЕ», с которого ушёл примерно через полгода после начала работы.
В настоящее время священнослужитель ведёт активную общественную и миссионерскую деятельность. При Георгиевском храме в Нахабине открыто молодёжное сообщество, куда могут прийти ребята самых разных вероисповеданий. В ходе этих молодёжных встреч (которые Островский назвал «ПяТёрками») ребята общаются, играют в настольные игры и хорошо проводят время в дружелюбной среде. По словам многих участников, эти встречи стали для них большой отдушиной в довольно суровой школьной жизни. Тремя основными правилами встреч являются:
1. Никакой брани
2. Никаких телефонов
3. Никакого морализаторства
Эти правила касаются всех участников.
При храме также работают киноклуб, женский клуб, сообщество православных девушек «Урсулинка», бесплатные курсы игры на гитаре и укулеле, студия вышивки. Открыта и воскресная школа. Каждое воскресенье после службы в трапезной при храме проводятся бесплатные обеды для всех желающих, в которых участвует и Островский. После службы каждое воскресенье Павел проводит разборы Священного Писания.
Одним из главных принципов работы священника Павла Островского, является принцип: «Даром получили — даром давайте», основанный на отрывке из Евангелия от Матфея: Больных исцеляйте, прокажённых очищайте, мёртвых воскрешайте, бесов изгоняйте; даром получили, даром давайте (Мф. 10:8). Именно поэтому все требы в храме, где Островский является настоятелем, — абсолютно бесплатны. Желающие могут пожертвовать что-то священникам или храму, но это сугубо личное решение каждого. Все товары в церковной лавке продаются по себестоимости, свечи в храме также находятся в бесплатном доступе для каждого.

#### Проекты в YouTube
В 2021 году Островский вернулся к развитию своего канала на YouTube, запустив программу «Помолчим», где любой желающий подросток смог прийти и рассказать свою жизненную историю. Шоу имело резонанс, в Калининградской области по нему был даже поставлен спектакль. Причиной стало то, что многие подростки рассказывали на «Помолчим» истории насилия над ними как морального, так и физического, а порой и сексуального характера.
Позже появились и другие программы: «Помолчим в кавычках» — «Помолчим» для взрослых, «Есть разговор» — разговоры с Павлом Островским на актуальные темы, «Простыми словами о православии», «Несерьёзно» — юмористический подкаст с подростками, у которого позже появился самостоятельный канал и другие.
Стал автором идеи для проекта «Евангелие в манге», который запустил в октябре 2022 года. Библейская история рассказывается на страницах комиксов. Проект вызвал множество споров и оценок, как положительных, так и отрицательных. 5 марта 2023 года Синодальный миссионерский отдел опубликовал отрицательное заключение о проекте «Евангелие в манге»: «Проект „Евангелие в манге“ входит в серьёзное противоречие с принципами православного миссионерства и не может быть рекомендован для миссионерской работы». Постепенно Островский начал выходить из проекта, чтобы его участие в нём не мешало миссионерской деятельности священника.
Островский также ведёт свой канал в Telegram и является частым гостем у самых популярных интервьюеров на YouTube. В Telegram у отца Павла открыт также канал для прямых эфиров — Островский life. На телевидение Павел Островский возвращаться не хочет, так как, по его словам, «там слишком много лжи».
Островский по-прежнему руководит группой «Добрые дела», которую организовал и зарегистрировал в сети VK. Члены этой группы стараются помочь всем, кто попал в трудные жизненные обстоятельства, часто собирают и покупают вещи для малоимущих и нуждающихся.
Также Островский переправляет значительные суммы из денег, пожертвованных ему, на строительство храма, в котором служит, и благотворительность. Проповедь Островского в Интернете через пожертвования приносит священнику значительный доход, большую часть которого он направляет на помощь ближнему.

## Семья
- Отец — митрофорный протоиерей Константин Юрьевич Островский (род. 1951)[40][41][42].
- мать — Александра Георгиевна Островская[2]
- Брат — митрополит Константин (в миру Илья Островский; род. 1977) — митрополит Каирский и Северо-Африканский, патриарший экзарх Африки.
- Брат — иерей Иоанн (Иван) Островский (род. 1979), Настоятель Знаменского храма деревни Марьино Красногорского района Московской области[43]
- Брат — Василий.
- Жена — Маргарита Островская. В браке у них родились трое детей: Серафима, Василисса и Никита Островские.

## Награды
Иерей Павел Островский был представлен к следующим церковным наградам:
- 2010 — набедренник
- 2010 — грамота За усердные труды на ниве духовно-нравственного просвещения и образования
- 2013 — камилавка
- 2016 — наперсный крест
- 2020 — медаль «За усердное служение» II ст.
- 2023 — палица

## Публикации
- Опыт работы с молодежью в Красногорске // Московские епархиальные ведомости. — 2017. — № 6. — С. 80—81.
- Какие лучшие церковные ресурсы в интернете? В первую очередь, нужно быть «подписанным» на Священное Писание // Приход. — 2019. — № 1. — С. 7—13.
- Дневник несвятого отца. — М.: Никея, 2020. — 288 с. — ISBN 978-5-907307-16-2
- О христианской семье : любовь, подвиг и юмор. — Москва : Никея, 2021. — 269 с. — ISBN 978-5-907307-59-9.
  - О христианской семье : любовь, подвиг и юмор. — Москва : Никея, 2022. — 269 с. — ISBN 978-5-907307-59-9.
- Первые шаги к Богу. — Москва : Эксмо, 2023. — 174 с. — (Священники-блогеры: о любви, семье и вере). — ISBN 978-5-04-179878-9. — 5000 экз.
- Неизвестная Библия : как полюбить Писание. — Москва : Эксмо, 2024. — 205 с. — (Священники-блогеры: о любви, семье и вере). — ISBN 978-5-04-193834-5. — 7000 экз.
- Детям о Боге : простые ответы : [Евангелие от Марка + молитвы и тетрадочка для заметок 6+]. — Москва: Эксмо, 2024. — 240 с. — (Священники-блогеры: о любви, семье и вере). — ISBN 978-5-04-196815-1. — 4000 экз.
- Спроси отца! Подросткам и молодежи о Боге: Подросткам и молодежи о Боге. — Москва: Эксмо, 2025. — 215 с. — (Священники-блогеры: о любви, семье и вере). — ISBN 978-5-04-218138-2. — 7000 экз.